# Otero de Bodas
Otero de Bodas – gmina w Hiszpanii, w prowincji Zamora, w Kastylii i León, o powierzchni 49,94 km². W 2011 roku gmina liczyła 204 mieszkańców.